# Jacob Söderqvist
Jacob Söderqvist, właśc. Carl Magnus Jacob Söderqvist (ur. 4 maja 1976 w Svärdsjö) – szwedzki snowboardzista. Zajął 6. miejsce w halfpipe’ie na igrzyskach w Nagano. Nie startował na mistrzostwach świata w snowboardzie. Najlepsze wyniki w Pucharze Świata osiągnął w sezonie 1997/1998, kiedy to zajął 60 w klasyfikacji generalnej.
W 1998 r. zakończył karierę.

## Sukcesy

### Igrzyska olimpijskie
| Miejsce | Dzień     | Rok  | Miejscowość | Konkurencja | Zwycięzca   |
| ------- | --------- | ---- | ----------- | ----------- | ----------- |
| 6.      | 12 lutego | 1998 | Nagano      | Halfpipe    | Gian Simmen |

### Puchar Świata

#### Miejsca w klasyfikacji generalnej
- 1997/1998 – 15.

#### Miejsca na podium
1. Sankt Moritz – 7 stycznia 1998 (Halfpipe) – 3. miejsce